# دبليو دبليو إي توسيع العلامة التجارية

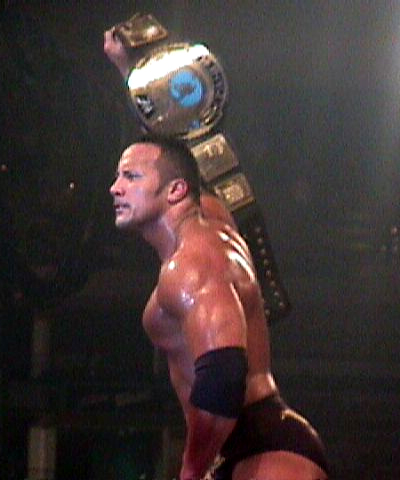
ذا روك كان أول مصارع انضم إلى أول توسيع للعلامة التجارية لدبليو دبليو إي

توسيع العلامة التجارية (بالإنجليزية: brand extension)‏ كذلك تشير لتقسيم العلامة التجارية (بالإنجليزية: brand split)‏، هي عملية فصل للمواهب في دبليو دبليو إي من (الموظفين، المصارعين، المعلقين) إلى علامة تجارية جديدة.
انتهى أول توسيع للعلامة التجارية لدبليو دبليو إي يوم 29 أغسطس 2011 بعد أن حلت العلامات التجارية لراو ووسماكداون.